# Martin S. Fischer

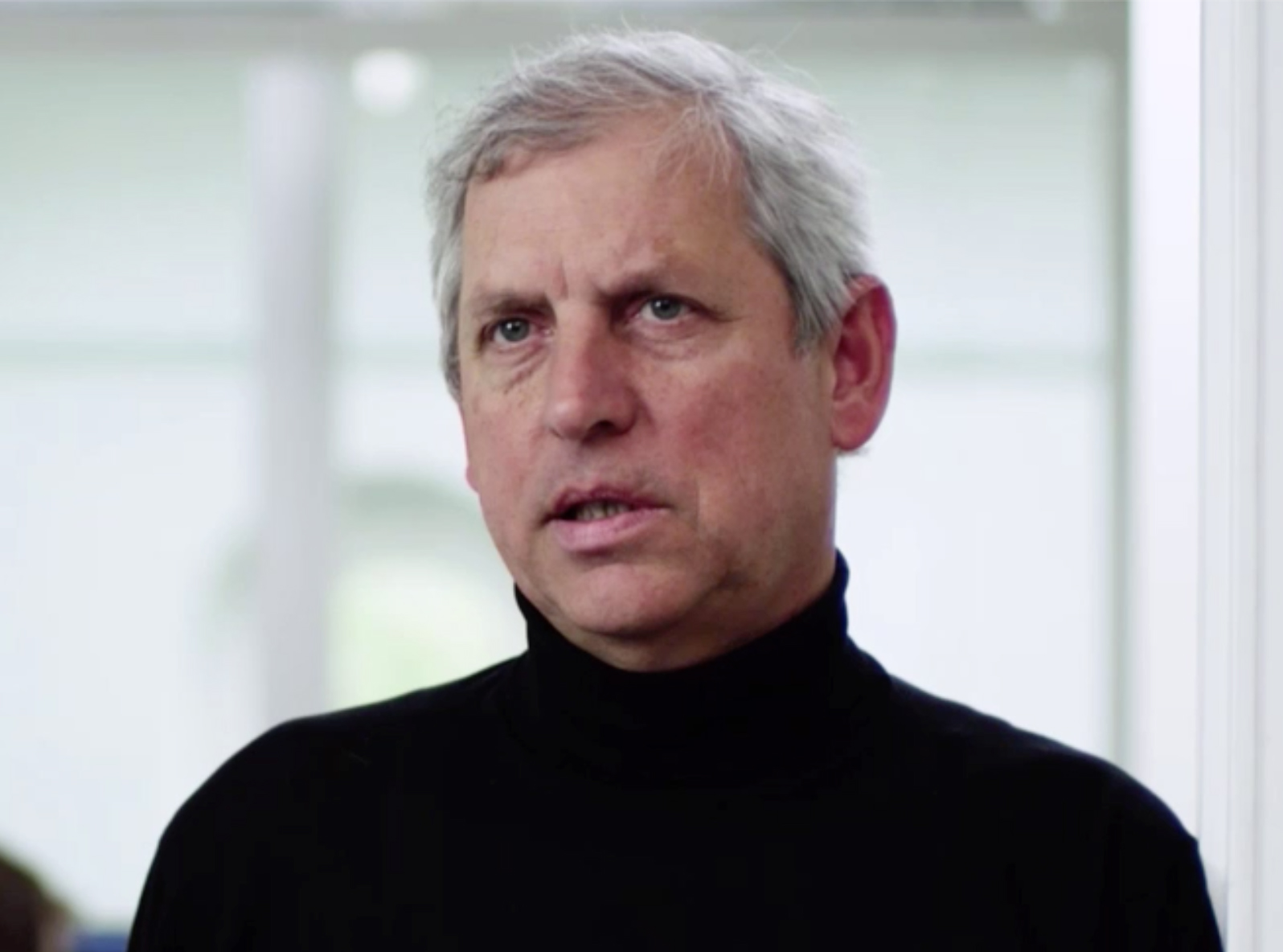
Martin S. Fischer 2016

Martin Stephan Fischer (* 10. Juli 1954 in Reutlingen) ist ein deutscher Zoologe, Evolutionsbiologe und Bewegungsforscher. Seit 1993 war Fischer Professor für Spezielle Zoologie und Evolutionsbiologie an der Friedrich-Schiller-Universität Jena, seit 2021 Seniorprofessor.

## Leben
Fischer studierte von 1975 bis 1983 in Tübingen bei Gerhard Mickoleit, Wolf-Ernst Reif und Dolf Seilacher und in Paris bei Francoise Jouffroy und Pascal Tassy. Prägend war weiterhin die spätere Begegnung mit Dietrich Starck. 1986 wurde Fischer an der Universität Tübingen zum Dr. rer. nat. promoviert. Seine Dissertationsarbeit hatte den Titel Die Stellung der Schliefer (Hyracoidea) im phylogenetischen System der Eutheria : zugleich ein Beitr. zur Anpassunsgeschichte d. Procaviidae. Am Zentrum für Morphologie der Universität Frankfurt am Main unterrichtete er während einer einjährigen Assistenz Humananatomie. Danach war er wissenschaftlicher Assistent bei Wolfgang Maier am Zoologischen Institut Tübingen. Unmittelbar nach der Habilitation folgte er 1993 einem Ruf auf den Lehrstuhl für Spezielle Zoologie und Evolutionsbiologie an die Friedrich-Schiller-Universität Jena, wo er bis 2021 auch Direktor des gleichnamigen Institutes und des Phyletischen Museums war.

## Wirken
Martin S. Fischer ist der Begründer der modernen Fluoroskopie oder Röntgenkinematographie in Deutschland. Seine Forschung und die seiner Arbeitsgruppe umfasst alle größeren Gruppen von Landwirbeltieren insbesondere Säugetiere und Vögel. Im weltgrößten, einschlägigen Archiv des Institutes („Jena collection of X-ray movies“) sind über 60.000 Röntgenfilme gesammelt, aus den ersten 15 Jahren der Arbeit seiner Arbeitsgruppe lagern etwa 20.000 Filme im Bundesarchiv. Seit 2005 beschäftigt er sich intensiv mit der Fortbewegung von Hunden und hat die Sichtweise auf deren Bewegungsapparat vor allem auch in der Tiermedizin tiefgreifend verändert. Seit Ende der 1990er Jahre ist er fortgesetzt in nationalen und internationalen Projekten an der Entwicklung von Laufmaschinen beteiligt. Fischer wirkte und wirkt in zahlreichen nationalen und internationalen Universitäts-, Akademie- und Fachkommissionen mit (Wissenschaftsrat, DFG, CNRS) und war aktiv am Aufbau seiner Fakultät u. a. als Dekan in der Nachwendezeit tätig. 2019 wirkte er im Dokumentarfilm Die Geschichte von Pferd und Mensch mit, der am 20. April 2019 erstmals im deutschen Fernsehen ausgestrahlt wurde. Er ist einer der Hauptautoren der Jenaer Erklärung der Deutschen Zoologischen Gesellschaft zur Rassentheorie:  
„Wir gehen heute davon aus, dass es tatsächlich keine biologische Grundlage für einen Rassebegriff mehr gibt. Der Rassebegriff ist nichts anderes als ein gedankliches Konstrukt und entbehrt jeder Realität, weshalb wir den Rassebegriff grundsätzlich ablehnen und deshalb auch dafür kämpfen, dass dieser Rassebegriff einfach nicht mehr in Zusammenhang mit Wissenschaft benutzt wird.“ 
Gemeinsam mit seiner Frau, der Kulturwissenschaftlerin Barbara Happe, organisiert er seit 2011 für die Universität Jena große Kunstausstellungen im Alten Straßenbahndepot Jena. Gezeigt wurden Künstler wie Frank Stella (2011), Peter Halley (2014), Rotraut (2016) und OSTER+KOEZLE (2019). Das Ehepaar ist Eigentümer des Hauses Auerbach in Jena, dem ersten 1924 von Walter Gropius erbauten, privaten Bauhaus. Ihre überaus erfolgreichen Bemühungen, dieses Baudenkmal auch innen bis ins kleinste Detail in den Originalzustand zu versetzen und zu erhalten, wurden im April 2024 in einem reich bebilderten Artikel der Zeitschrift der Deutschen Stiftung Denkmalschutz gewürdigt.

## Preise und Auszeichnungen
1986 erhielt Fischer den Förderpreis der Deutschen Gesellschaft für Säugetierkunde für seine Promotion.
2018 verlieh ihm der Fachbereich Veterinärmedizin der Justus-Liebig-Universität Gießen die Ehrendoktorwürde.